# Vladyslav Supryaha
Vladislav Serhiyovych Supryaha - em ucraniano, Владислав Сергійович Супряга (Sarata, 15 de fevereiro de 2000) é um futebolista ucraniano, que atua como atacante. Atualmente defende a Sampdoria, emprestado pelo Dínamo de Kiev.

## Carreira
Supryaha profissionalizou-se no Dnipro Dnipropetrovsk em 2016, mas não chegou a jogar pelo time principal., embora figurasse no banco de reservas em algumas partidas. Com o rebaixamento da equipe para a terceira divisão ucraniana em decorrência de problemas financeiros, assinou com o recém-fundado Dnipro-1, pelo qual disputou seus primeiros jogos como profissional.
Após 22 partidas e 7 gols, foi contratado pelo Dínamo de Kiev em agosto de 2018, estreando contra o Chernomorets Odessa. Na temporada 2019–20, voltou ao Dnipro-1 por empréstimo, atuando em 25 partidas e marcando 14 gols, ficando em terceiro lugar na artilharia do campeonato (empatado com Viktor Tsyhankov). Reintegrado ao Dínamo em 2020, sagrou-se campeão nacional, da Copa da Ucrânia e da Supercopa.
Em janeiro de 2022, Supryaha assinou por empréstimo com a Sampdoria, em sua primeira experiência em um clube não-ucraniano. A estreia do atacante pela equipe italiana foi contra o Sassuolo, substituindo Manolo Gabbiadini aos 36 minutos do primeiro tempo.

## Carreira internacional
Desde 2016, Supryaha defende as seleções de base da Ucrânia, tendo vencido a Copa do Mundo Sub-20 em 2019, tendo feito 2 gols na competição - ambos na final contra a Coreia do Sul.

## Títulos
Dínamo de Kiev
- Campeonato Ucraniano: 2020–21
- Copa da Ucrânia: 2020–21
- Supercopa da Ucrânia: 2020

Seleção Ucraniana Sub-20
- Copa do Mundo Sub-20: 2019[7]